# ディディエ・デ・ラディゲス
ディディエ・デ・ラディゲス (Didier de Radiguès、1958年3月27日 - ) は、ベルギー出身の元レーサー。2輪のグランプリ（ロードレース世界選手権）や4輪の耐久レースで活躍した。日本語媒体では「ディディエ・デ・ラディゲ」という、本人の母国語である仏語により近い表記も見られた。

## 経歴
1979年、500ccクラスでグランプリにデビューした。グランプリで最も成功したシーズンは1982年で、この年は350ccクラスで2勝を挙げてアントン・マンクに次ぐランキング2位となった。その後、1988年にはヤマハのファクトリー・チームでエディ・ローソンのチームメイトを、1991年にはスズキでケビン・シュワンツのチームメイトをつとめた。グランプリでは通算4勝を挙げている。
2輪レースを引退後、4輪の耐久レースに活躍の場を移し、1997年のスパ24時間レースで優勝した後、アメリカン・ル・マン・シリーズに参戦。2001年にはLMP675クラスチャンピオンを獲得した。
1998年のル・マン24時間レースには、同じく元グランプリライダーのワイン・ガードナーと同じチームから出場した。

## レース戦績
ロードレース世界選手権
1980年 - 250ccクラス・ランキング18位
1981年 - 250ccクラス・ランキング9位、350ccクラス・ランキング17位
1982年 - 250ccクラス・ランキング6位（1勝）、350ccクラス・ランキング2位（2勝）
1983年 - 250ccクラス・ランキング3位（1勝）
1984年 - 500ccクラス・ランキング9位
1985年 - 500ccクラス・ランキング8位
1986年 - 500ccクラス・ランキング7位
1987年 - 500ccクラス・ランキング12位
1988年 - 500ccクラス・ランキング7位
1989年 - 250ccクラス・ランキング12位
1990年 - 250ccクラス・ランキング12位
1991年 - 500ccクラス・ランキング8位
アメリカン・ル・マン・シリーズ
1999年 - プロトタイプクラス・ランキング17位
2000年 - プロトタイプクラス・ランキング16位
2001年 - LMP675クラス・チャンピオン
2002年 - LMP900クラス・ランキング21位
その他
1997年 - スパ・フランコルシャン24時間レース優勝

### ル・マン24時間レース
| 年     | チーム                         | コ・ドライバー                                        | 使用車両                           | クラス | 周回 | 総合順位 | クラス順位 |
| ------ | ------------------------------ | ----------------------------------------------------- | ---------------------------------- | ------ | ---- | -------- | ---------- |
| 1998年 | ソリューション F               | フィリップ・ガッシェ ワイン・ガードナー               | ライリー&スコット・Mk III-フォード | LMP1   | 155  | DNF      | DNF        |
| 1999年 | クレマー・レーシング           | トーマス・サルダーニャ グラント・オーベル             | ローラ・B98/10-フォード            | LMP    | 146  | DNF      | DNF        |
| 2000年 | チーム ラファネッリ SRL        | ドメニコ・スキャッタレーラ エマニュエル・ナスペッティ | ローラ・B2K/10-ジャッド            | LMP900 | 154  | DNF      | DNF        |
| 2001年 | ディック・バーバー・レーシング | サッシャ・マーセン 松田秀士                           | レイナード・01Q-ジャッド           | LMP675 | 95   | DNF      | DNF        |
| 2002年 | MBD スポーツカー チーム        | ミルカ・デュノー ジョン・グラハム                     | パノス・LMP07-無限                 | LMP900 | 259  | DNF      | DNF        |